# 谢和耐
雅克·热尔内（法語：Jacques Gernet，1921年12月22日—2018年3月3日），汉名谢和耐，法国汉学家，法兰西文学院院士，法兰西学会教授。

## 简介
谢和耐教授是法兰西文学院院士，汉学界领军人物，主要研究中国社会和文化史，著作颇丰，被译成多国文字出版。曾获得法国荣誉军团高等骑士勋章、儒莲奖、翟理斯奖等荣誉。其父路易·热尔内（Louis Gernet，1882—1962）是古希腊研究专家，担任过法国文学院院长一职。
谢和耐本人强调文献的对照和分析，将社会组织、政治体系、思想、行为、传统，尤其是作为这一整体的主要要素的宗教形式，所有这一切构成一体进行考虑因素，反对从先验的观点出发。

## 生平
1921年12月22日生于当时的法国殖民地阿尔及利亚首都阿尔及尔。
1942年在阿尔及利亚完成学业，获得了古典文学的学士学位，之后参加二战，1945年退役。
1945年-1947年谢和耐于法国巴黎国立东方现代语言学院(École nationale des langues orientales vivantes)学习汉语，并取得相应文凭。
1948年谢和耐在巴黎高等研究实践学院(École Pratique des Hautes Études)学习。
1949—1950年赴越南河内的法兰西远东学院工作学习，并于其后成为著名汉学家戴密微的学生，期间多次赴中国及日本旅行。
1951—1955年间，任法国国家科学研究中心（CNRS）研究员。1956年取得博士学位。
1955—1976年在巴黎高等研究实践学院从事研究导师工作。
1957—1969年间，任教于索邦大学，开始作为中国语言和文化的讲师，在1959年晋升为该校教授。
1969—1973年在巴黎第七大学创设了一个东亚语言和文化教学与研究单位，并主持其工作至1973年。
1975—1992年进入法兰西学院担任汉学教授，主持中国社会和文化史讲座。并于1979年当选法兰西文学院院士（Académie des inscriptions et belles-lettres）。
1992年退休。
2018年3月3日，谢和耐在布列塔尼瓦讷（Vannes）去世。

## 作品
- 1949年：《菏泽神会禅师（668－760）语录》
- 1956年：《中国5－10世纪的寺院经济》
- 1959年：《蒙元入侵前夜中国的日常生活》
- 1970年：《前帝国时代的古代中国》、《巴黎国立图书馆所藏伯希和敦煌汉文写本目录》第1卷
- 1972年：《中国社会史》
- 1982年：《中国和基督教》
- 1994年：《中国的智慧，社会与心理》
- 2005年：《物之理：王夫之（1619-1692）哲學評論》》